# Macropanesthia kinkuna
Macropanesthia kinkuna är en kackerlacksart som beskrevs av Walker, J. A., Rugg och Rose 1994. Macropanesthia kinkuna ingår i släktet Macropanesthia och familjen jättekackerlackor. Inga underarter finns listade i Catalogue of Life.